# Jelovec, Sevnica
Jelovec je naselje v Občini Sevnica.